# The Lost World: Jurassic Park (videojoc recreatiu)
The Lost World: Jurassic Park és un videojoc recreatiu amb pistola magnètica de Sega. Va ser publicat el 1997. És la continuació del joc de Sega de 1994 del mateix gènere de la Parc Juràssic, que s'anomena Jurassic Park. Hi ha un tercer videojoc basat en Jurassic Park III fet per Konami el 2001.

## Jugabilitat
El Ian Malcolm i Sarah Harding desapareixen després d'aterrar a l'Illa Sorna per dur a terme una investigació. Un equip de rescat s'envia a l'illa. El jugador controla un dels dos rangers, l'objectiu del qual és trobar Malcolm i Harding.
El joc té cinc nivells basats en entorns de la pel·lícula, incloent un laboratori i un poble de treballadors. Quatre dels nivells tenen una batalla d'enemic cap que s'ha de guanyar per avançar en el joc. Inclouen els enemics de cap de Tiranosaure, Deinosuchus i Carnotaure. Els Velociraptors també apareixen com a enemics durant tot el joc. El Paquicefalosaure, Compsognathus i el Dilofosaure que escopeix verí també es troben al llarg del joc. De vegades, el joc presenta al jugador una oportunitat per rescatar un humà que està sent atacat per un o diversos dinosaures. Matar els dinosaures provoca que l'home recompensa al jugador amb una millora temporal de l'arma o una salut addicional.

## Dinosaures
Hi ha nombrosos dinosaures i altres animals prehistòrics que es poden veure en pantalla:
- Velociraptor
- Triceratops
- Dilophosaurus
- Stegosaurus
- Compsognathus
- Tyrannosaurus rex
- Parasaurolophus
- Gallimimus
- Hadrosaure
- Anatotitan
- Apatosaurus
- Mamenchisaurus
- Pachycephalosaurus
- Deinosuchus
- Pteranodon
- Rhamphorhynchus
- Carnotaurus

## Rebuda
GamePro va escriure que el joc, quan es va donar a conèixer a l'E3, "va ser tan genial, va guanyar l'estat de ShowStopper fins i tot com a pantalla," while Next Generation va escriure que era "possiblement un dels títols més impressionants de l'E3". Electronic Gaming Monthly va dir "Probablement el més impressionant dels jocs d'arcade que van aparèixer [a l'E3 1997]". Next Generation també va informar: "Algunes companyies rivals van admetre en privat:" Aquest joc és tan emocionant, podria haver-se convertit en un èxit fins i tot sense que la propietat autoritzada estigués al darrere.'" Després del llançament del joc, Johnny Ballgame de GamePro va escriure que els gràfics "són un gran salt endavant per als jocs d'arma en termes de visió i velocitat." Computer and Video Games va escriure que els gràfics "semblen increïblement autèntics". Sega Saturn Magazine va escriure que els gràfics del joc "impressionants", assenyalant que el joc mostra "els millors dinosaures vists mai fora del cinema"". La revista Arcade va comentar el joc amb "hores de diversió sense sentit," i "un fantàstic shooter a monedes que se semblava poc al seu cosí cinematogràfic".
Anthony Baize d'AllGame va puntuar The Lost World: Jurassic Park quatre estrelles i mitja sobre cinc, i va escriure: "Els programadors van fer un treball excel·lent per fer que els jugadors se sentissin com si estiguessin enmig d'una illa amb dinosaures enfosquits pel que els ulls poden veure". Baize va elogiar els gràfics, escrivint que el joc "és una obra mestra. Els gràfics semblen haver estat retirats de la seva pel·lícula homònima. […] Els dinosaures semblen reals. Això és bastant sorprenent". No obstant això, Baize va criticar els sons forts del joc i va dir que "el so ensordidor que provenen dels altaveus podria ser" El món perdut: l'únic defecte de Jurassic Park". Hi ha una línia on qualsevol cosa es pot considerar massa alta, i "El món perdut: Jurassic Park" creua aquesta línia. Tot i que se suposa que el so fort atrau el jugador, pot distreure […] El so és massa fort, però això no hauria d'evitar que ningú hi jugui."
Al 2012, CraveOnline va incloure el joc en la seva llista de "8 jocs arcade que volem reviure". Al 2017, TechRadar va situar The Lost World: Jurassic Park entre els 50 millors jocs d'arcade de tots els temps, escrivint que es va recordar com "l'únic bon joc de Jurassic Park" i que els seus gràfics eren "incomparables" en el moment del seu llançament, i conclou que "encara ens falta molt per a joc de Jurassic Park adequat cada vegada que el veiem."